# Władimir Biezbokow
Władimir Michajłowicz Biezbokow (ros. Владимир Михайлович Безбоков, ur. 14 czerwca 1922 w Atkarsku w guberni saratowskiej, zm. 3 sierpnia 2000 w Irkucku) – radziecki lotnisk wojskowy, generał pułkownik lotnictwa, Bohater Związku Radzieckiego (1945).

## Życiorys
Do 1939 skończył 10 klas szkoły i aeroklub w Saratowie, od kwietnia 1940 służył w Armii Czerwonej, w marcu 1941 ukończył saratowską wojskową lotniczą szkołę pilotów i został lotnikiem bombowca dalekiego zasięgu w Leningradzkim Okręgu Wojskowym. Od czerwca 1941 uczestniczył w wojnie z Niemcami jako lotnik 7 lotniczego pułku bombowców dalekiego zasięgu, później zastępca dowódcy eskadry lotniczego pułku dalekiego zasięgu, od grudnia 1944 do maja 1945 był zastępcą dowódcy eskadry 7 gwardyjskiego lotniczego pułku bombowców dalekiego zasięgu 18 Armii Powietrznej. Brał udział w obronie Moskwy i Leningradu, operacji wiaziemskiej i woroszyłowgradzkiej, bitwie pod Stalingradem, operacji krasnodarskiej, bitwie pod Kurskiem, operacji orłowskiej, sumsko-pryłuckiej, krasnosielsko-ropszyńskiej, bobrujskiej, jasko-kiszyniowskiej, wschodniokarpackiej, wschodniopruskiej i berlińskiej. Podczas słowackiego powstania narodowego we wrześniu-październiku 1944 wykonał wiele nocnych lotów bojowych, dostarczając sprzęt i ewakuując rannych.
Podczas wojny wykonał 262 loty bojowe, prowadząc naloty na siłę żywą i technikę wroga. W sierpniu-wrześniu 1945 brał udział w wojnie z Japonią jako zastępca dowódcy eskadry 7 gwardyjskiego lotniczego pułku bombowego Frontu Zabajkalskiego; wykonał wówczas 28 lotów bojowych. Po wojnie służył w Zabajkalsko-Amurskim Okręgu Wojskowym jako zastępca dowódcy eskadry, 1946-1952 był zastępcą dowódcy i dowódcą eskadry bombowców w Boryspolu, 1952−1953 lotnikiem-inspektorem Zarządu Przygotowania Bojowego Lotnictwa Dalekiego Zasięgu, a od czerwca do sierpnia 1953 zastępcą dowódcy 37 gwardyjskiego lotniczego pułku bombowców w Szatałowie w obwodzie smoleńskim. W 1956 ukończył Akademię Wojskowo-Powietrzną w Monino, 1956–1958 dowodził pułkiem ciężkich bombowców w Uzynie/Semipałatyńsku, później był zastępcą dowódcy i od listopada 1959 do maja 1961 dowódcą 79 Lotniczej Dywizji Ciężkich Bombowców w Semipałatyńsku, a 1961−1963 I zastępcą dowódcy 8 Samodzielnego Lotniczego Korpusu Ciężkich Bombowców w Błagowieszczeńsku. W 1965 ukończył Wojskową Akademię Sztabu Generalnego i został zastępcą dowódcy, a w lutym 1969 dowódcą 6 Samodzielnego Lotniczego Korpusu Ciężkich Bombowców w Smoleńsku, od października 1972 do kwietnia 1980 był zastępcą dowódcy Lotnictwa Dalekiego Zasięgu ds. przygotowania bojowego, a od kwietnia 1980 do września 1985 dowódcą 30 Armii Powietrznej w Irkucku, następnie zakończył służbę wojskową. W latach 1971–1975 był deputowanym do Rady Najwyższej Białoruskiej SRR 8 kadencji. W 2013 pośmiertnie otrzymał honorowe obywatelstwo Irkucka. W Irkucku jego imieniem nazwano ulicę.

## Awanse
- sierżant (marzec 1941)
- młodszy porucznik (25 grudnia 1941)
- porucznik (27 lipca 1942)
- starszy porucznik (27 lipca 1943)
- kapitan (27 lipca 1944)
- major (29 stycznia 1949)
- podpułkownik (29 kwietnia 1952)
- pułkownik (21 lutego 1957)
- generał major lotnictwa (9 maja 1961)
- generał porucznik lotnictwa (29 kwietnia 1970)
- generał pułkownik lotnictwa (3 lutego 1984)

## Odznaczenia
- Złota Gwiazda Bohatera Związku Radzieckiego (29 czerwca 1945)
- Order Lenina (29 czerwca 1945)
- Order Czerwonego Sztandaru (trzykrotnie - 31 grudnia 1942, 28 września 1943 i 22 lutego 1968)
- Order Wojny Ojczyźnianej I klasy (dwukrotnie - 29 lutego 1944 i 11 marca 1985)
- Order Czerwonej Gwiazdy (dwukrotnie - 26 października 1955 i 14 maja 1956)
- Order „Za służbę Ojczyźnie w Siłach Zbrojnych ZSRR” III klasy (30 kwietnia 1975)
- Medal „Za Odwagę” (ZSRR) (20 czerwca 1942)
- Medal „Za zasługi bojowe” (15 listopada 1950)
- Order Czerwonej Gwiazdy (Czechosłowacja)

I inne.